# Lista de recordes mundiais do ciclismo de pista
Os recordes no ciclismo de pista do Campeonato Mundial são ratificados pela União Ciclística Internacional (UCI).

## Masculino
Atualizado após o Campeonato Mundial de Ciclismo em Pista de 2015
| Evento                          | Recorde  | Atleta                                               | Nacionalidade | Data                    | Conheça                    | Local                             | Ref   |
| ------------------------------- | -------- | ---------------------------------------------------- | ------------- | ----------------------- | -------------------------- | --------------------------------- | ----- |
| 200 m contrarrelógio            | 9.641    | Stefan Bötticher                                     | Alemanha      | 21 de fevereiro de 2015 | Campeonato Mundial de 2015 | Saint-Quentin-en-Yvelines, França | [ 1 ] |
| 1 km contrarrelógio             | 1:00.082 | Stefan Nimke                                         | Alemanha      | 5 de abril de 2012      | Campeonato Mundial de 2012 | Melbourne, Austrália              | [ 2 ] |
| Velocidade por equipes          | 43.136   | Grégory Baugé Kévin Sireau Michael D'Almeida         | França        | 18 de fevereiro de 2015 | Campeonato Mundial de 2015 | Saint-Quentin-en-Yvelines, França | [ 3 ] |
| Perseguição individual de 4 km  | 4:13.224 | Michael Hepburn                                      | Austrália     | 7 de abril de 2012      | Campeonato Mundial de 2012 | Melbourne, Austrália              | [ 4 ] |
| Perseguição por equipes de 4 km | 3:53.295 | Ed Clancy Steven Burke Peter Kennaugh Geraint Thomas | Reino Unido   | 4 de abril de 2012      | Campeonato Mundial de 2012 | Melbourne, Austrália              | [ 5 ] |

## Feminino
Atualizado após o Campeonato Mundial de Ciclismo em Pista de 2015
| Evento                          | Recorde  | Atleta                                                       | Nacionalidade | Data                    | Conheça                    | Local                             | Ref    |
| ------------------------------- | -------- | ------------------------------------------------------------ | ------------- | ----------------------- | -------------------------- | --------------------------------- | ------ |
| 200 m contrarrelógio            | 10.627   | Zhong Tianshi                                                | China         | 20 de fevereiro de 2015 | Campeonato Mundial de 2015 | Saint-Quentin-en-Yvelines, França | [ 6 ]  |
| 250 m contrarrelógio            | 18.353   | Gong Jinjie                                                  | China         | 18 de fevereiro de 2015 | Campeonato Mundial de 2015 | Saint-Quentin-en-Yvelines, França | [ 7 ]  |
| 500 m contrarrelógio            | 33.010   | Anna Meares                                                  | Austrália     | 8 de abril de 2012      | Campeonato Mundial de 2012 | Melbourne, Austrália              | [ 8 ]  |
| Velocidade por equipes          | 32.034   | Gong Jinjie Zhong Tianshi                                    | China         | 18 de fevereiro de 2015 | Campeonato Mundial de 2015 | Saint-Quentin-en-Yvelines, França | [ 7 ]  |
| Perseguição individual de 3 km  | 3:27.018 | Rebecca Wiasak                                               | Austrália     | 20 de fevereiro de 2015 | Campeonato Mundial de 2015 | Saint-Quentin-en-Yvelines, França | [ 9 ]  |
| Perseguição por equipes de 3 km | 3:15.720 | Danielle King Laura Trott Joanna Rowsell                     | Reino Unido   | 5 de abril de 2012      | Campeonato Mundial de 2012 | Melbourne, Austrália              | [ 10 ] |
| Perseguição por equipes de 4 km | 4:13.683 | Annette Edmondson Melissa Hoskins Amy Cure Ashlee Ankudinoff | Austrália     | 19 de fevereiro de 2015 | Campeonato Mundial de 2015 | Saint-Quentin-en-Yvelines, França | [ 11 ] |